# Nattens Hus
Nattens Hus (Engelsk titel House of Night) er en bogserie skrevet af den amerikanske forfatter Phyllis Christine Cast og hendes datter Kristin Cast. 
Serien er på 12 bind, hvor alle er udkommet og oversat til dansk. 
Den handler om Zoey Redbird der får Vampyrens Mærke og nu skal indtage sin plads som yngling i Nattens Hus. Det vil sige at hun er ved at gennemgå forvandlingen til vampyr. Hun  flytter ind på Nattens Hus' kollegie der ligger sammen med skolen, og her skal hun lære at begå sig som vampyr.
Deres Gudinde hedder Nyx. Hun kan komme i kontakt med Zoey ved hjælp af drømme eller syn. Hen ad vejen begynder Neferet at afvise Nyx, og begynder at tørste efter selv at blive en Gudinde, og udødelig. Neferet har valgt at følge Kalona som sin gemal - Nyx' faldne kriger, som blev fanget nede i jorden i flere tusind år af selv samme indianerstamme som Zoey og hendes bedstemor er efterkommere af. Neferet valgte at hjælpe ham fri og nu vil han hævne sig på de kvinder der spærrede ham inde. Men ikke kun kvinderne der spærrede ham inde, men hele verden!
Zoey må gøre hvad der skal til for at stoppe dem og redde verden!

## Karakter i bogserien
Andre ynglinge som Zoey møder:
- Mary Ann: Hendes bedste veninde som bliver til den første af De Røde Vampyrer.
- Afrodite: Som starter med at være lederen af gruppen "Nattens Døtre" men må opgive sin plads til Zoey. Hun bliver senere hen forvandlet tilbage til menneske for Mary Ann.
- Eric Night: Som starter med at være yngling, og hurtigt bliver Zoey's første vampyrkæreste. Han bliver dramalærer efter sin fuldkomne forvandling. Bliver senere udvalgt til at være udsending (en der giver nye ynglinge deres mærke).
- Daniel: Den homoseksuelle nørd. Kærester med Jack.
- Jack: Det homoseksuelle teknikgeni. Kærester med Daniel.
- "Tvillingerne": Susannah og Sally. De er ikke rigtige tvillinger, de opfører sig bare som om de er det - indtil de opdager hinandens forskelle.
- Neferet: Som starter med at være Zoeys Mentor, men ender med at være hendes fjende.
- Stark: Den anden af De Røde Vampyrer. Zoeys anden vampyrkæreste, og senere hendes kriger og vogter.
- Loren Blake: Zoey's hemmelige affære, som viser sig også at være Neferets hemmelige affære.

Mennesker der står Zoey nær:
- Linda: Hendes mor som er gift med en mand der er Kristen Fundamentalist, og dermed imod Vampyrer.
- Hendes Stedfar: Kristen Fundamentalist, og medlem i "Troens Riddere" som er en gruppe der hader vampyrer.
- Jonathan: Zoeys menneskekæreste - og første kæreste - og hendes bedste ven siden 3. klasse.
- Sylvia Redbird: Også kaldet Bedstemor Redbird. Hun er gammel indianer og tror på vampyrer, ånder og myter. Derfor støtter hun Zoey som den eneste sammen med Jonathan, og Søster Maria Angela.
- Søster Maria Angela: Hun er nonne og tror på vampyrer. Forskellen mellem hende og Zoeys stedfar er bare at hun hader ikke vampyre, hun støtter dem.

Andre:
- Kalona: Nyx' faldne kriger.
- Refaim: Starter med at være Skyggeravn, men Nyx tilgiver hans synder da hun ser han og Mary Ann's kærlighed og lader ham være menneske om natten, og ravn om dagen.

## Bøger i serien
1. Vampyrens mærke. (Engelsk titel Marked)
2. Forrådt. (Engelsk titel Betrayed)
3. Udvalgt. (Engelsk titel Chosen)
4. Utæmmet. (Engelsk titel Untamed)
5. Jaget. (Engelsk titel Hunted)
6. Fristet. (Engelsk titel Tempted)
7. Forbrændt. (Engelsk titel Burned)
8. Vækket. (Engelsk titel Awakened)
9. Kaldet. (Engelsk titel Destined)
10. Skjult.(Engelsk titel Hidden)
11. Afsløret. (Engelsk titel Revealed)
12. Gudindens Udvalgte. (Engelsk titel Redeemed)